# یپز
رود یپز (به لهستانی: Wieprz) یکی از شاخه‌های رود ویستولا در شمال شرق لهستان است. این رود با ۳۴۹ کیلومتر طول و حوزه آبریزی به مساحت ۱۰۴۹۷ کیلومتر مربع نهمین رود لهستان است. این رود از دریاچه یپز در نزدیکی توماشوف لوبلسکی سرچشمه می‌گیرد و در نزدیکی دنبلین به درون رود ویستولا می‌ریزد.